# C. Vidyasagar Rao

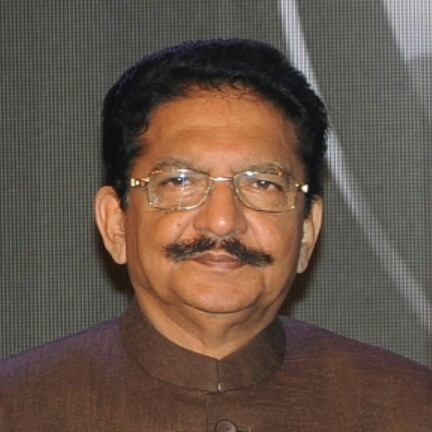
C. Vidyasagar Rao (2018)

Chennamaneni Vidyasagar Rao (Telugu సి.హెచ్.విద్యాసాగర్ రావు; * 12. Februar 1941 in Nagaram, damals Hyderabad, Britisch-Indien, heute Telangana) ist ein indischer Politiker, der bis September 2019 als Gouverneur von Maharashtra amtierte. Er ist Mitglied der Bharatiya Janata Party (BJP).

## Leben
Rao wurde 1941 im heutigen Telangana geboren. Er absolvierte ein Studium der Rechtswissenschaften an der Osmania University in Hyderabad und arbeitete danach als Anwalt. 1985 trat er in die Politik ein und wurde Abgeordneter für die BJP in der gesetzgebenden Versammlung von Andhra Pradesh bis 1998. 1998 wurde er BJP-Chef in Andhra Pradesh und bei der Parlamentswahl 1998 in die Lok Sabha gewählt, wo er den Wahlkreis Karimnagar vertrat. Ab 1999 wurde er Staatsminister für innere Angelegenheiten und später Staatsminister für Handel und Industrie im Kabinett Vajpayee III.
Er wurde am 30. August 2014 zum Gouverneur von Maharashtra ernannt. Seine Ernennung erfolgte durch den 13. indischen Präsidenten Pranab Mukherjee nach dem Rücktritt von Kateekal Sankaranarayanan. Vom 2. September 2016 bis zum 6. Oktober 2017 war er zusätzlich Gouverneur von Tamil Nadu.

## Privates
Rao ist mit Vinoda Rao verheiratet. Er hat drei Brüder, darunter C. Rajeshwara Rao, der Mitglied und Führungspersönlichkeit in  der Communist Party of India war. Viele seiner Verwandten leben in den Vereinigten Staaten.
Er ist Mitglied der Rashtriya Swayamsevak Sangh.